# AvIn Guarda-Marinha Jansen (U-11)
O AvIn Guarda-Marinha Jansen (U-11) é um Aviso de Instrução da Marinha do Brasil. Embarcação da Classe Aspirante Nascimento, foi construído pela Empresa Brasileira de Construção Naval (EBRASA) em Itajaí, Santa Catarina e incorporado à Armada Brasileira a 22 de junho de 1981.

## Missão
A sua missão é a de contribuir para a formação dos futuros oficiais da Escola Naval.
 A embarcação é utilizada para atividades práticas de marinhagem, equipamentos, armamentos, comunicações e manobras.